# Château de Blaise
Le château de Blaise est situé sur la commune de Colombey-les-Deux-Églises dans la commune déléguée de Blaise, à 23 km au nord-ouest de Chaumont, dans la Haute-Marne. Le château est inscrit sur l'Inventaire supplémentaire des monuments historiques (ISMH).